# Juri Sjuchevitj
Jurij Romanovytj Sjuchevytj (Юрій Романович Шухевич), född 28 mars 1933 i Ohladów, Lwóws vojvodskap, Polen (i nuvarande Lviv oblast, Ukraina), död 22 november 2022 i München, Tyskland, var en sovjetisk dissident, ukrainsk nationalist och politiker som i valet 2014 blev invald i ukrainska parlamentet för Radikala partiet. 

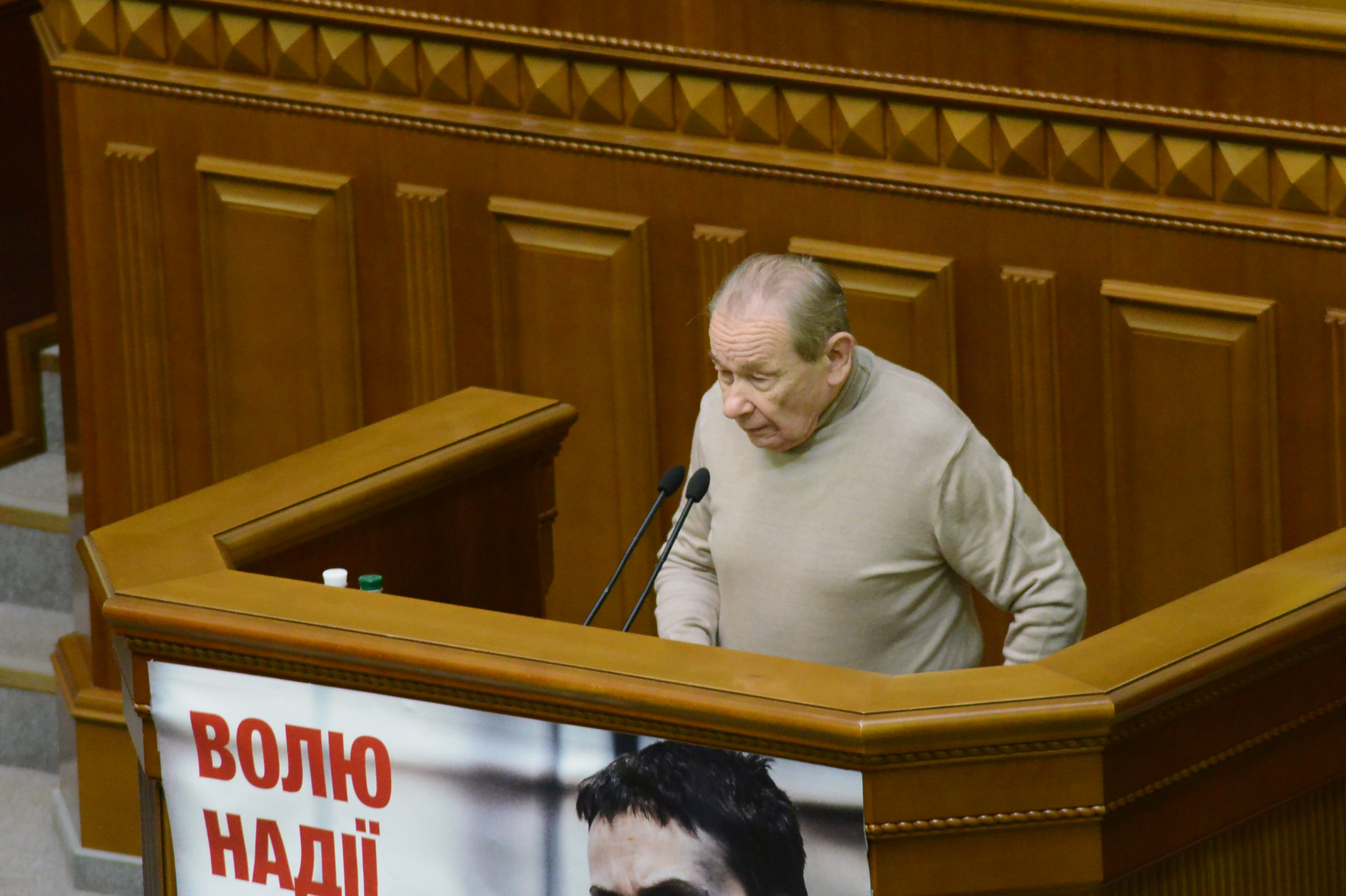
Juri Sjuchevitj i talarstolen i ukrainska parlamentet.

Juri Sjuchevitj tillbringade, som "barn av en folkfiende", flera år i sovjetiska barn- och ungdomshem och senare 31 år i Gulag-läger på grund av antisovjetisk agitation och propaganda samt hans aktiviteter i bland annat Ukrainska upprorsarmén. Han återkom till Ukrainska SSR i oktober 1989.
Sjuchevitj blev i december 1990 vald till ledare av UNA-UNSO (Ukrainska Nationalförsamlingen – Ukrainska Nationella Självförsvaret), som under honom 2013 inledde ett samarbete med flera andra högerextrema organisationer i Ukraina. Samarbetet ledde till bildandet av Högra Sektorn. Sjuchevitj deltog i Majdanrörelsen i 2013-2014.
Juri Sjuchevitj är son till den kontroversiella nationalistledaren Roman Sjuchevitj.